# Ulica Bernardyńska w Krakowie
Ulica Bernardyńska – ulica w Krakowie, w dzielnicy I Stare Miasto. Powstała w 1825 roku, kiedy w efekcie wyburzenia części zespołu klasztornego Bernardynów powstał wąski przesmyk pomiędzy kościołem a Wawelem. Początkowo nazywana Aleją Topolową. Teraźniejsza nazwa funkcjonuje od około 1847 roku.

## Niektóre budynki
- Kościół św. Bernardyna znajduje się pod numerem 2.
- Budynek nr 3 -wybudowany w latach 1928-1930 według projektu Franciszka Mączyńskiego i Zygmunta Gawlika z dekoracją rzeźbiarską wykonaną pod kierunkiem Xawerego Dunikowskiego, w latach 1930-1991 siedziba Wyższego Seminarium Duchownego Diecezji Częstochowskiej, w latach 1992-2013 siedziba Wyższego Seminarium Duchownego Diecezji Sosnowieckiej, od 2013 roku budynek Uniwersytetu Papieskiego Jana Pawła II w Krakowie.
- Budynki o numerach 7 i 8 to zbudowane w 1895 roku kamienice czynszowe. Pod numerem 7 w latach 1999 - 2017 mieściło się Gimnazjum nr 1 im. Ks. Stanisława Konarskiego, a od 2017, mieści się tam XLIV Liceum Ogólnokształcące tego samego imienia.
- Kamienica numer 10 została zbudowana według projektu H. Lamensdorfa w 1910 roku.